# Música experimental
La música experimental es una etiqueta general para cualquier música o género musical que supera los límites existentes y las definiciones de género. La práctica compositiva experimental se define en términos generales por sensibilidades exploratorias radicalmente opuestas y que cuestionan las convenciones compositivas, interpretativas y estéticas institucionalizadas en la música. Los elementos de la música experimental incluyen la indeterminación, en la que el compositor introduce elementos de azar o imprevisibilidad con respecto a la composición o su interpretación. Los artistas pueden acercarse a un híbrido de estilos dispares o incorporar elementos poco ortodoxos y únicos.
La práctica se hizo prominente a mediados del siglo XX, particularmente en Europa y América del Norte. John Cage fue uno de los primeros compositores en utilizar el término y uno de los principales innovadores de la música experimental, utilizando técnicas de indeterminación y buscando resultados desconocidos. En Francia, ya en 1953, Pierre Schaeffer había comenzado a utilizar el término musique expérimentale para describir actividades compositivas que incorporaban cinta musical, musique concrète y elektronische Musik. En Estados Unidos, a fines de la década de 1950 se usó un sentido bastante distinto del término para describir la composición controlada por computadora asociada con compositores como Lejaren Hiller. Harry Partch e Ivor Darreg trabajaron con otras escalas de afinación basadas en las leyes físicas de la música armónica. Para esta música ambos desarrollaron un grupo de instrumentos musicales experimentales. Musique concrète es una forma de música electroacústica que utiliza el sonido acusmático como recurso compositivo. La improvisación libre o música libre es música improvisada sin reglas más allá del gusto o la inclinación del músico o músicos involucrados; en muchos casos, los músicos se esfuerzan activamente por evitar los clichés; es decir, referencias abiertas a convenciones o géneros musicales reconocibles.

## Definiciones y uso

### Orígenes
El Groupe de Recherches de Musique Concrète (GRMC), bajo la dirección de Pierre Schaeffer, organizó la Primera Década Internacional de Música Experimental entre el 8 y el 18 de junio de 1953. Esto parece haber sido un intento de Schaeffer de revertir la asimilación de la musique concrète en la elektronische Musik alemana y, en cambio, trató de subsumir la musique concrète, la elektronische Musik, la música en cinta y la música del mundo bajo la rúbrica «musique experimentale». La publicación del manifiesto de Schaeffer se retrasó cuatro años, momento en el que Schaeffer estaba a favor del término «recherche musicale» (investigación musical), aunque nunca abandonó por completo la «musique expérimentale».
John Cage también estaba usando el término ya en 1955. Según la definición de Cage, «una acción experimental es aquella cuyo resultado no está previsto», y él estaba específicamente interesado en obras completas que realizaban una acción impredecible. En Alemania, la publicación del artículo de Cage se anticipó varios meses en una conferencia pronunciada por Wolfgang Edward Rebner en el Darmstädter Ferienkurse el 13 de agosto de 1954, titulada «Amerikanische Experimentalmusik». La conferencia de Rebner amplió el concepto en el tiempo para incluir a Charles Ives, Edgard Varèse y Henry Cowell, así como a Cage, debido a su enfoque en el sonido como tal en lugar del método de composición.

### Clasificaciones alternativas
El compositor y crítico Michael Nyman parte de la definición de Cage, y desarrolla el término «experimental» también para describir el trabajo de otros compositores estadounidenses (Christian Wolff, Earle Brown, Meredith Monk, Morton Feldman, Terry Riley, La Monte Young, Philip Glass, Steve Reich, etc.), así como compositores como Gavin Bryars, John Cale, Toshi Ichiyanagi, Cornelius Cardew, John Tilbury, Frederic Rzewski y Keith Rowe. Nyman opone la música experimental a las vanguardias europeas de la época (Boulez, Kagel, Xenakis, Birtwistle, Berio, Stockhausen y Bussotti), para quienes «La identidad de una composición es de suma importancia». La palabra «experimental» en los primeros casos «es adecuada, siempre que no se entienda como descriptiva de un acto que luego se juzgará en términos de éxito o fracaso, sino simplemente como un acto cuyo resultado se desconoce».
David Cope también distingue entre experimental y vanguardista, describiendo la música experimental como aquella «que representa una negativa a aceptar el statu quo». David Nicholls también hace esta distinción, diciendo que «... en general, se puede considerar que la música de vanguardia ocupa una posición extrema dentro de la tradición, mientras que la música experimental se encuentra fuera de ella».
Warren Burt advierte que, como «una combinación de técnicas de vanguardia y una cierta actitud exploratoria», la música experimental requiere una definición amplia e inclusiva, «una serie de ys, por así decirlo», que abarca áreas tales como «influencias and trabajo de Cage con baja tecnología and improvisación and poesía and lingüística sonora and construcción de nuevos instrumentos and multimedia and teatro musical and trabajo con alta tecnología and música comunitaria, entre otras, cuando estas actividades se realizan con el objetivo de encontrar aquellas músicas que no nos gustan, todavía', [citando a Herbert Brün] en un 'ambiente de búsqueda de problemas' [citando a Chris Mann]».
Benjamin Piekut argumenta que esta «visión de consenso del experimentalismo» se basa en un «agrupamiento» a priori, en lugar de hacer la pregunta «¿Cómo se han reunido estos compositores en primer lugar, que ahora pueden ser objeto de una descripción?» Es decir, «en su mayor parte, los estudios de música experimental describen una categoría sin explicarla realmente». Encuentra excepciones loables en el trabajo de David Nicholls y, especialmente, Amy Beal, y concluye de su trabajo que «El cambio ontológico fundamental que marca el experimentalismo como un logro es que del representacionalismo a la performatividad», por lo que «una explicación del experimentalismo que ya asume la categoría que pretende explicar es un ejercicio de metafísica, no de ontología».
Leonard B. Meyer, por su parte, incluye dentro de la «música experimental» a compositores rechazados por Nyman, como Berio, Boulez y Stockhausen, así como las técnicas del «serialismo total», sosteniendo que «no existe un solo, o incluso preeminente, música experimental, sino más bien una plétora de diferentes métodos y tipos».

### Término crítico abortivo
En la década de 1950, críticos musicales conservadores solían aplicar el término «experimental», junto con otras palabras, como «arte de ingenieros», «escisión musical del átomo», «cocina de alquimista», «atonal» y «en serie», como un término de jerga despectivo, que debe considerarse como «conceptos abortivos», ya que no «captan un tema». Este fue un intento de marginar y, por lo tanto, descartar varios tipos de música que no se ajustaban a las convenciones establecidas. En 1955, Pierre Boulez lo identificó como una «nueva definición que permite restringir a un laboratorio, tolerado pero sujeto a inspección, todos los intentos de corromper la moral musical. Una vez que han puesto límites al peligro, los buenos avestruces se vuelven a dormir y se despiertan solo para patear con rabia cuando se ven obligados a aceptar el amargo hecho de los estragos periódicos causados por el experimento». Concluye: «No existe la música experimental ... pero existe una distinción muy real entre la esterilidad y la invención».
A partir de la década de 1960, la «música experimental» comenzó a usarse en Estados Unidos con el propósito casi opuesto, en un intento de establecer una categoría histórica para ayudar a legitimar un grupo vagamente identificado de compositores «forasteros» radicalmente innovadores. Independientemente del éxito que esto haya tenido en la academia, este intento de construir un género fue tan fallido como los insultos sin sentido señalados por Metzger, ya que según la propia definición del «género», el trabajo que incluye es «radicalmente diferente y altamente individualista». Por tanto, no se trata de un género, sino de una categoría abierta, «porque cualquier intento de catalogar un fenómeno como inclasificable y (muchas veces) elusivo como la música experimental debe ser parcial». Además, la indeterminación característica en la interpretación «garantiza que dos versiones de la misma pieza no tendrán virtualmente 'hechos' musicales perceptibles en común».

### Composición por computadora
A fines de la década de 1950, Lejaren Hiller y L. M. Isaacson usaron el término en relación con la composición controlada por computadora, en el sentido científico de «experimento»: hacer predicciones para nuevas composiciones basadas en técnicas musicales establecidas (Mauceri, 1997, 194–195). El término «música experimental» se usó contemporáneamente para la música electrónica, particularmente en los primeros trabajos de musique concrète de Schaeffer y Henry en Francia. Existe una superposición considerable entre la música Downtown y lo que se denomina música experimental, especialmente porque Nyman definió el término en detalle en su libro Experimental Music: Cage and Beyond (1974, segunda edición 1999).

## Historia

### Antecedentes influyentes
Varios compositores estadounidenses de principios del siglo XX, vistos como precedentes e influencias de John Cage, a veces se denominan «Escuela Experimental Estadounidense». Estos incluyen a Charles Ives, Charles y Ruth Crawford Seeger, Henry Cowell, Carl Ruggles y John Becker.

### Escuela de Nueva York
La Escuela de Nueva York fue un grupo informal de poetas, pintores, bailarines y músicos estadounidenses activos en las décadas de 1950 y 1960 en la ciudad de Nueva York. A menudo se inspiraron en Marcel Duchamp y Dada y los movimientos artísticos de vanguardia contemporáneos, en particular el arte conceptual, el arte pop, el jazz, el teatro de improvisación, la música experimental y la interacción de amigos en el círculo de vanguardia del mundo del arte de la ciudad de Nueva York. Los compositores/músicos incluyeron a John Cage, Earle Brown, Christian Wolff, Morton Feldman, David Tudor, entre otros. Relacionado con la danza: Merce Cunningham.

### Música concreta
La música concreta (en francés musique concrète), es una forma de música electroacústica que utiliza el sonido acusmático como recurso de composición. El material compositivo no se restringe a la inclusión de sonoridades derivadas de instrumentos musicales o voces, ni a elementos tradicionalmente considerados «musicales» (melodía, armonía, ritmo, métrica, etc.). Los fundamentos teóricos de la estética fueron desarrollados por Pierre Schaeffer, comenzando a fines de la década de 1940.

### Fluxus
Fluxus fue un movimiento artístico iniciado en la década de 1960, caracterizado por una mayor teatralidad y el uso de técnicas mixtas. Otro aspecto musical conocido que apareció en el movimiento Fluxus fue el uso de grito primal en las actuaciones, derivado de la terapia primal. Yoko Ono usó esta técnica de expresión.

### Transetnicidad
El término «experimental» se ha aplicado a veces a la mezcla de géneros musicales reconocibles, especialmente aquellos identificados con grupos étnicos específicos, como se encuentra, por ejemplo, en la música de Laurie Anderson, Chou Wen-chung, Steve Reich, Kevin Volans, Martin Scherzinger, Michael Blake y Rüdiger Meyer.

### Improvisación libre
La improvisación libre o música libre es música improvisada sin reglas más allá del gusto o la inclinación del músico o músicos involucrados; en muchos casos los músicos hacen un esfuerzo activo para evitar referencias abiertas a géneros musicales reconocibles.

### Collage sonoro
En música, el montaje (literalmente "ensamblar") o collage sonoro (encolar) es una técnica mediante la cual se crean objetos o composiciones sonoras con un nuevo sello, incluyendo canciones, a partir del collage, lo cual fagicitó al surgimiento de la musique concrète. Esto se suele lograr mediante el uso del sampling, mientras que algunos collages sonoros se producen pegando sectores de diferentes discos de vinilo. Al igual que su primo visual, las obras de collage sonoro pueden tener un efecto completamente diferente al de las partes que las componen, incluso si las partes originales son reconocibles o provienen de una sola fuente. El collage de audio fue una característica del arte sonoro del músico John Cage, del género del rap alternativo y de las movimientos artísticos del Fluxus y el Dadá.

## Lectura adicional
- Ballantine, Christopher (1977). «Towards an Aesthetic of Experimental Music». The Musical Quarterly 63 (2): 224-246.
- Beal, Amy C. (2006). New Music, New Allies: American Experimental Music in West Germany from the Zero Hour to Reunification. Berkeley: University of California Press. ISBN 0-520-24755-8.
- Benitez, Joaquim M. (1978). «Avant-Garde or Experimental? Classifying Contemporary Music». International Review of the Aesthetics and Sociology of Music 9 (1): 53-77.
- Broyles, Michael (2004). Mavericks and Other Traditions in American Music. New Haven: Yale University Press.
- Cameron, Catherine (1996). Dialectics in the Arts: The Rise of Experimentalism in American Music. Westport, Connecticut: Praeger.
- Crumsho, Michael (19 de febrero de 2008). «Dusted Reviews: Neptune—Gong Lake». Dusted Magazine (en inglés).
- «Was ist experimentelles Musiktheater? Mitglieder des 'Ensemble Modern' befragen Hans Zender» [¿Qué es el teatro musical experimental? Miembros del 'Ensemble Modern' cuestionan a Hans Zender]. Positionen: Beiträge zur Neuen Musik: 17-20. 1995.
- Bailey, Derek (1980). Musical Improvisation: Its Nature and Practice in Music. Englewood Cliffs, Nueva Jersey: Prentice-Hall. ISBN 0-13-607044-2.
- Gligo, Nikša (1989). «Die musikalische Avantgarde als ahistorische Utopie: Die gescheiterten Implikationen der experimentellen Musik» [La vanguardia musical como utopía ahistórica: Las implicaciones fallidas de la música experimental]. Acta Musicologica 61 (2): 217-237.
- Grant, Morag Josephine (2003). «Experimental Music Semiotics». International Review of the Aesthetics and Sociology of Music 34 (2): 173–191.
- Henius, Carla (1977). «Musikalisches Experimentiertheater. Kommentare aus der Praxis» [Teatro musical experimental. Comentarios prácticos]. Melos/Neue Zeitschrift für Musik (en alemán) 3 (6): 489–492.
- Henius, Carla (1994). «Experimentelles Musiktheater seit 1946» [Teatro musical experimental desde 1946]. Bayerische Akademie der Schönen Künste: Jahrbuch (en alemán) (8): 131-154.
- Holmes, Thomas B. (2008). Electronic and Experimental Music: Pioneers in Technology and Composition (Tercera edición). Londres/Nueva York: Routledge. ISBN 978-0-415-95781-6.
- Lucier, Alvin (2002). «An einem hellen Tag: Avantgarde und Experiment».  (Gisela Gronemeyer, trad.). MusikTexte: Zeitschrift für Neue Musik (en alemán) (92): 13-14.
- Lucier, Alvin (2012). Music 109: Notes on Experimental Music. Middletown, Connecticut: Wesleyan University Press. ISBN 978-0-8195-7297-4.
- Masters, Marc (2007). No Wave. Londres: Black Dog Publishing. ISBN 978-1-906155-02-5.
- Parkin, Chris (26 de febrero de 2008). «Micachu: Interview». Time Out (en inglés). Archivado desde el original el 24 de septiembre de 2012.
- Piekut, Benjamin (2011). Experimentalism Otherwise: The New York Avant-Garde and its Limits. Berkeley: University of California Press. ISBN 978-0-520-26851-7.
- Saunders, James (2009). The Ashgate Research Companion to Experimental Music. Aldershot, Hampshire, y Burlington, Vermont: Ashgate. ISBN 978-0-7546-6282-2.
- Schnebel, Dieter (2001). «Experimentelles Musiktheater» [Teatro de Música Experimental].  En Kolleritsch, Otto, ed. Das Musiktheater: Exempel der Kunst [El teatro musical: ejemplo de arte]. Viena: Universal Edition. pp. 14-24. ISBN 3-7024-0263-2.
- Shultis, Christopher (1998). Silencing the Sounded Self: John Cage and the American Experimental Tradition. Boston: Northeastern University Press. ISBN 1-55553-377-9.
- Smith-Brindle, Reginald (1987). The New Music: The Avant-Garde Since 1945 (segunda edición). Oxford/Nuevo York: Oxford University Press. ISBN 0-19-315471-4.
- Sutherland, Roger (1994). New Perspectives in Music. Londres: Sun Tavern Fields. ISBN 0-9517012-6-6.